# バンクーバー・キャット
群馬キャット（ぐんまキャット、生年月日不明 - ）は、日本の女子プロレスラー。

## 経歴
- 2005年10月13日、アジアンエキスプレス新木場1stRING大会でアジアン・キャットとして対救世忍者乱丸戦でデビュー。
- 2006年、リングネームをバンクーバー・キャットに改名。
- 2009年10月15日、覆面MANIAに入団[1]。
- 2012年10月16日、ブログでミステル・カカオと結婚したことを発表[2]。
- 2020年、コロナ禍をきっかけに夫とともに群馬県高崎市へ移住、リングネームを群馬キャットに変更し、「群馬覆面プロレス」を立ち上げて代表に就く[3]。

## 得意技
華闘卍

## 入場曲
- 初代 : チャイナガール
- 2代目 : Marry You

## テレビ出演
- ちい散歩（テレビ朝日）（2011年2月22日）
- モヤモヤさまぁ〜ず2（テレビ東京）（2018年10月21日）